# Кенеш (Кара-Кульджинский район)
Кенеш (кирг. Кеңеш) — село в Кара-Кульджинском районе Ошской области Кыргызстана. Административный центр Кенешского айылного аймака.

## География
Село расположено в северо-восточной части области, вблизи места слияния рек Тар и Каракульджа, на расстоянии приблизительно 10 километров (по прямой) к западу от села Кара-Кульджа, административного центра района. Абсолютная высота — 1175 метров над уровнем моря.

## Население
Согласно оценочным данным Национального статистического комитета Кыргызской Республики, численность населения села на начало 2023 года составляла 2829 человек.
| год     | 2009 | 2014 | 2015 | 2020 | 2021 | 2023 |
| ------- | ---- | ---- | ---- | ---- | ---- | ---- |
| человек | 2421 | 2402 | 2481 | 2725 | 2763 | 2829 |